# Li Lingwei (badminton)
Pour les articles homonymes, voir Li Lingwei (athlétisme).
Li Lingwei (née le 7 janvier 1964 à Lishui) est une joueuse de badminton et une dirigeante sportive chinoise, membre du Comité international olympique depuis 2012.
Li a obtenu 3 titres de championne du monde de badminton, 48 médailles d’or en compétitions nationales et internationales de badminton (1980-1989).